# Hechtia laxissima
Espèce
Classification phylogénétique
Hechtia laxissima est une espèce de plantes de la famille des Bromeliaceae, endémique du Mexique.